# Старак Теодозій Васильович

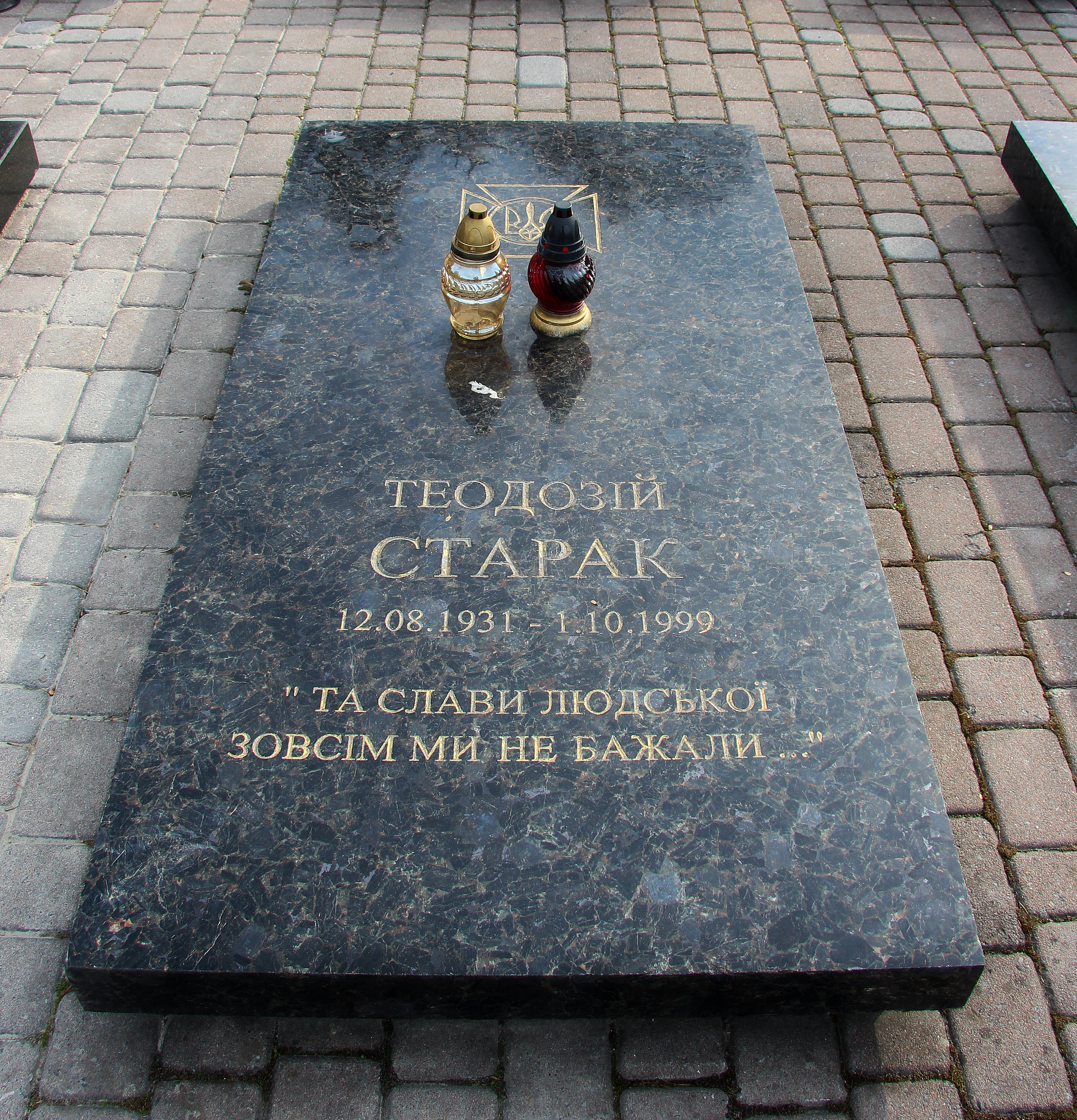
Могила Теодозія Старака на полі почесних поховань Личаківського цвинтаря

Теодозій Васильович Старак (12 серпня 1931, с. Межибрід, Сянок, Польща — 1 жовтня 1999, Львів, Україна) — український дисидент, громадський діяч і дипломат. Перший посол незалежної України у Польщі (1991).

## Життєпис
Народився на Лемківщині, син Марії та Василя Старака — діяча українського суспільно-освітнього товариства «Просвіта».
У березні 1945 року на початковому етапі вирівнювання кордонів був депортований із родиною до Львова. У листопаді 1949 року заарештований МДБ як син ворога народу і учасник самоосвітніх гуртків у школі. Після короткого слідства засланий у концентраційний табір у Караганді. Після шести років табору та заслання, у межах хрущовської амністії повертається до Львова. У 1956—1961 роках навчався на факультеті славістики Львівського університету, отримав фах філолога-славіста. Відтак працював у Львівському університеті, брав участь у русі шестидесятників — молодого покоління української інтелігенції, яке активізувалося в часи відлиги після XX і XXII з'їздів КПРС. Найважливішими постатями того покоління були також Дмитро Павличко, Василь Стус, Іван Драч, В'ячеслав Чорновіл, Богдан Горинь, Михайло Горинь і Левко Лук'яненко. 
Теодозій Старак у 1965 році був звільнений з роботи та заарештований разом з Михайлом та Богданом Горинями на хвилі арештів української інтелігенції, одночасній з показовим процесом Даніеля та Синявського в Москві. Після виходу на волю утримував сімʼю з принагідних занять, зокрема як сільський учитель (село Підбірці, село Сокільники), де йому було дозволено викладати російську мову та літературу. У 1969 році отримав роботу редактора в польській редакції видавництва «Радянська Школа», де працював офіційно до 1990 року. Водночас редагував підпільну газету забороненої в СРСР із 1946 року Греко-католицької Церкви  «Віра Батьків».
Після розпаду СРСР та здобуття Україною незалежності (1991) став першим дипломатичним представником незалежної української держави в Польщі у ранзі повіреного у справах уряду України  - charge d'affaires. Він організував дипломатичне представництво від основ — значною мірою за власні кошти — звідси прізвисько літаючого амбасадора (адже він не мав навіть власного водія). Після підвищення ранги дипломатичних представництв Польща та України до рівня Посольств — з осені 1992 року до квітня 1998 року перший радник Посольства України у Польщі (перший заступник посла).
У 1997 році обраний Головою Світової федерації українських лемківських об'єднань (СФУЛО).
1998 року у співавторстві з С. Й. Левинською видав польсько-український словник. Після 1991 року автор численних інтерв'ю та публікацій в українській та польській пресі.
Помер після тривалої важкої хвороби 1 жовтня 1999 року у віці 68 років у Львові. Похований на полі почесних поховань Личаківського цвинтаря.
За представленням Економічного Товариства Польща-Україна 13 жовтня 1999 року Теодозій Старак був посмертно відзначений Командорським Хрестом Ордену «За заслуги перед Польщею». Відзнаку вручили родині 19 березня 2002 року в Ратуші у Львові від імені уряду Республіки Польща Анджей Росінський і Збігнєв Місяк. 